# Cuộc phiêu lưu của Ong Vàng
Cuộc phiêu lưu của Ong Vàng là một bộ phim hoạt hình dài tập được thực hiện bởi Trung tâm Phim truyền hình Việt Nam, Đài Truyền hình Việt Nam do NSƯT Phạm Minh Trí, Nguyễn Thái Hùng và Trần Thành Việt làm đạo diễn. Phim được chuyển thể từ bộ truyện Cuộc phiêu lưu kỳ lạ của Ong Vang của nhà văn Vũ Duy Thông. Đây cũng là dự án phim hoạt hình vi tính đầu tiên được sản xuất với dây chuyền Cambridge Animation Systems của Đức. Phim phát sóng lần đầu vào năm 2003 trên kênh VTV3.

## Nội dung
Chuyện phim kể về một chú Ong Vàng bướng bỉnh. Ngay từ khi còn nằm trong kén, cậu đã luôn có những đòi hỏi khác với mọi người. Sau này, chính vì bản tính hay lý sự và không chịu vâng lời bác Ong Già nên trong một lần đi kiếm mật ong, Ong Vàng đã tự ý sang sông một mình để thỏa ý thích thám hiểm. Thế nhưng, tại đây cậu lại phải đối mặt với rất nhiều mối nguy hiểm như: gây ra sự hiểu lầm với Chim Sâu, sa vào lưới Nhện độc, gặp lũ Mối gian xảo, rơi vào hang của lão Ong Vằn dữ tợn.
Nhưng bên cạnh anh vẫn có những người bạn tốt bụng và luôn sẵn sàng giúp đỡ: anh Gọng Vó, bác Dế Trũi và nhất là Ong Út - một cậu bạn ong mật sẵn sàng hi sinh bản thân để bảo vệ Ong Vàng. Trên chặng đường này, Ong Vàng đã hiểu ra giá trị của sự đoàn kết, tình bạn và có những cảm nhận sâu sắc hơn về bản thân.

## Giải thưởng
- Giải Cánh diều Bạc - Giải Cánh diều 2002